# Electo Pereda
Electo Pereda Lucero fue un entrenador y militar chileno. Paralelo a su carrera militar, donde llegó a ser capitán, entreno a Colo-Colo en dos ocasiones (1935 y 1938). Además, en su labor como Instructor Técnico en Educación física del Ejército de Chile, escribió en 1942 un texto guía para la instrucción llamado Gimnasia en las Tropas.